# Мож (станція)
Мож — проміжна залізнична станція Харківської дирекції залізничних перевезень Південної залізниці. Розташована на одноколійній електрифікованій постійним струмом лінії Мерефа — Зміїв між станцією Мерефа та роз'їздом Соколове у с. Кукулівка Зміївського району. На станції зупиняються тільки приміські поїзди. На станції знаходиться база запасу рухомого складу.